# Aldo Finzi (compositore)
Aldo Finzi (Milano, 4 febbraio 1897 – Torino, 7 febbraio 1945) è stato un compositore italiano.

## Biografia
Nacque in una famiglia mantovana di origine ebraica, tradizionalmente impegnata nel mondo della musica classica: la sorella del padre era il soprano Giuseppina Finzi-Magrini.
Dopo il diploma al Regio Liceo Ginnasio Giuseppe Parini di Milano, ottenne una laurea in Giurisprudenza all'Università degli Studi di Pavia. Contemporaneamente ricevette il suo diploma in composizione all'Accademia Nazionale di Santa Cecilia a Roma.
Tra i suoi lavori figurano opere liriche, musica da camera, musica sinfonica, l'opera comica La serenata al vento e l'opera drammatica incompleta Shylock, ispirata alla persecuzione antisemita.
Dopo aver Fantuzzi e Sonzogno come editori, le sue opere furono pubblicate da Ricordi. Nel catalogo Ricordi del 1931, tra le sue opere sono citate: "Il chiostro" per voci femminili e orchestra, i poemi sinfonici "Cirano di Bergerac" e "Inni alla notte", una "Sonata per violino", un "Quartetto per archi" e altre opere liriche, così come una commedia gioiosa in tre atti, "La serenata al vento". Tra le opere più importanti degli anni successivi, si possono citare "L'infinito", poema sinfonico del 1933, "Interludio", concerto per pianoforte e orchestra del 1934, "Numquam", poema sinfonico per pianoforte del 1937.
Nel 1937 il Teatro alla Scala indisse un concorso per una nuova opera da eseguire la stagione successiva. Finzi partecipò con "La serenata al vento". Raccontò poi che uno dei membri della giuria, Riccardo Pick Mangiagalli, gli avesse rivelato confidenzialmente che aveva vinto il concorso; tuttavia l'annuncio ufficiale, che era atteso per la primavera del 1938, non arrivò.
La delusione per Aldo Finzi fu profonda; in seguito giudicò la decisione della giuria legata all'imminenza di una campagna antisemita in Italia. Le leggi razziali fasciste arrivarono infatti alcuni mesi dopo e la musica di Finzi non poté più essere eseguita.
Continuò comunque a comporre. Nel 1939 scrisse un poema sinfonico il cui titolo, tratto da un verso dantesco, fu assegnato da una sorella di Finzi: "Come all'ultimo suo ciascun artista". Nel 1940 compose "Danza", concerto per due pianoforti, sassofono e orchestra. Nel 1942 fu la volta di "Shylock", opera drammatica su libretto di Rossato: in quest'opera l'autore centrò l'azione sui piani di Shylock contro la persecuzione di cui il suo popolo era vittima. Solo il primo atto fu messo in musica. Finzi scrisse in seguito il testo ritmico degli altri due atti, che però non ebbe il tempo di mettere in musica.
Per sopravvivere fu costretto a lavorare in anonimato o tramite prestanome. Sua era la traduzione ritmica delle "Beatitudini" di César Franck in Italia, che circola sotto altro nome. Nel 1944 scrisse "Preludio e fuga per organo" composto durante l'occupazione nazista di Torino, dove l'autore si era rifugiato. In seguito ad una denuncia le SS italiane trovarono l'abitazione dove si era nascosto il figlio del compositore. Per evitare la perquisizione della casa e la cattura del figlio, Aldo Finzi si consegnò spontaneamente alle SS, tuttavia riuscì a corromperle e fu rilasciato. Tra il 1944 e il 1945 compose il "Salmo per coro e orchestra" per ringraziare Dio di aver salvato suo figlio e lui stesso e per esprimere la certezza della protezione divina.
Morì il 7 febbraio del 1945 e fu inumato sotto falso nome. Sua moglie dovette attendere il dopoguerra e la fine di un processo per poter trasferire le sue spoglie nella tomba di famiglia al Cimitero Monumentale di Milano nel padiglione centrale.
Il 1º dicembre 2012 è stata eseguita per la prima volta, al Teatro Gaetano Donizetti di Bergamo, la sua opera "La serenata al vento".
Un concerto tributo è stato eseguito il 5 novembre 2018 alla Carnegie Hall di New York (l'Orchestra dell'Opera di Budapest e Plácido Domingo sono stati gli interpreti). L'8 dicembre 2022 si tenne la prima messa in scena in forma di concerto della sua opera “Shylock”, nella Sala Maffeiana dell'Accademia Filarmonica di Verona, grazie alla Comunità ebraica di Verona e al maestro Angel Harkatz Kaufman. Il completamento dell’opera era curato dal maestro Nicola Morello, che accompagnò i cantanti al pianoforte.